# 李蘊泰
李 蘊泰（り うんたい、Li Yuntai、? - 1868年）は、清末の捻軍の反乱の指導者の一人。
安徽省潁州府亳州蒙城県出身。1853年に捻軍に参加し、藍旗に属した。1857年に張楽行に従って淮河の南に出征した。1861年、太平天国より旐天福に封ぜられ、安慶の戦いに救援に赴いた。1863年、陳大喜とともに安徽省阜陽から河南省項城に侵入した。1864年、太平天国の滅亡後は、頼文光や張宗禹らとともに捻軍の新指導部を形成し、魏王に推された。その後頼文光とともに東捻軍で活動を行ったが、1868年に頼文光が揚州で捕らえられると、続いて李蘊泰も安徽巡撫英翰（インハン）に捕らえられ殺害された。